# تريفور مورغان (لاعب كرة قدم)
تريفور مورغان (بالإنجليزية: Trevor Morgan)‏ (و. 1956  م) هو لاعب ومدرب كرة قدم، من المملكة المتحدة، يلعب كمهاجم.

## روابط خارجية
- تريفور مورغان على موقع قاعدة بيانات كرة القدم.إي يو (الإنجليزية)
- تريفور مورغان على موقع Soccerbase.com (لاعب) (الإنجليزية)